# José María Savirón
José María Savirón de Cidón (Madrid, 30 de marzo de 1937 - Zaragoza, 17 de mayo de 2001), fue un físico aragonés, catedrático de Mecánica de fluidos de la Universidad de Zaragoza.
Se doctoró en 1961, en el ámbito de la Físicoquímica bajo la dirección del profesor Justiniano Casas Peláez. Sus trabajos de investigación durante su primera época se desarrollaron dentro del Departamento de Física Fundamental y estuvieron ligados a la separación de isótopos estables. Impulsó la puesta en marcha del Departamento de Mecánica de Fluidos en la Universidad de Zaragoza. En 1968 fue nombrado Catedrático de la Universidad de Zaragoza.
Fue director del Departamento de Física Fundamental desde el año 1978 al 1981, Director del Departamento de Termología desde el 1982 hasta 1986 y Decano de la Facultad de Ciencias de la Universidad de Zaragoza, puesto que ocuparía entre los años 1980 y 1983. 
Su actividad investigadora se tradujo en más de 100 artículos de investigación en revistas científicas, 5 libros, y la dirección de 14 tesis doctorales.
En 1985 fue nombrado presidente y coordinador de la Comisión asesora de investigación científica y técnica (CAYCIT) y en 1989 fue nombrado presidente del Consejo Asesor de Investigación del Gobierno de Aragón (CONAI). En 1993 fue elegido Presidente de la Real Sociedad Española de Física, cargo que ocupó hasta 1997.
Distinciones
- Medalla del mérito deportivo o Víctor de Bronce por su espíritu de libre ejecutoria deportiva”  en la Clausura de la celebración de los juegos universitarios nacionales celebrados en Zaragoza en 1962.
- Ingresó como miembro de la Real Academia de Ciencias Exactas, Físicas, Químicas y Naturales de Zaragoza con la medalla número 20, que había pertenecido a su abuelo Paulino.
- Cruz de la Orden del mérito militar con distintivo blanco de primera clase en 1977 por su labor su labor como Director y Coordinador del selectivo de la Academia General Militar de Zaragoza entre los años 1973 al 1978.

Desde el año 2005,  la Universidad de Zaragoza, en colaboración con otros organismos científicos a nivel nacional, convoca anualmente el premio José M.ª Savirón de Divulgación Científica en su honor.